# Język damar wschodni
Język damar wschodni, także: damar południowy, damar-wulur, damar-kehli – język austronezyjski używany w prowincji Moluki w Indonezji, w sześciu wsiach we wschodniej części wyspy Damar. Według danych SIL International z 1990 roku posługuje się nim blisko 3 tys. osób.
Jest dominującym lokalnym językiem wyspy. Jego miejscowa nazwa to „wulur” (od nazwy głównej miejscowości). Pomimo podobnej lokalizacji geograficznej nie jest blisko spokrewniony z językiem damar zachodnim. Dostępne dane sugerują, że damar wschodni jest genealogicznie bliższy takim językom jak luang i kisar. 
We wcześniejszych klasyfikacjach (z XX w.) języki damar zachodni i wschodni były rozpatrywane jako dwa dialekty (północny i południowy) jednego języka damar, czemu przeczy zarówno analiza lingwistyczna, jak i identyfikacja samych użytkowników (wśród których damar wschodni uchodzi za język bliższy luang).
Nie wykształcił tradycji piśmienniczej. Pierwsze fragmentaryczne dane nt. tego języka (o charakterze leksykalnym) pochodzą z XIX w. i zostały opublikowane w 1894 r. Kolejny zbiór słownictwa zawarto w artykule z 1993 r.